# Hans von Bomhard
Hans von Bomhard (* 20. November 1904 in Grendelbruch; † 2. Juni 1984 in München) war ein deutscher Notar, Bergsteiger und Funktionär des Deutschen Alpenvereins (DAV).

## Leben
Bomhard stammt aus einem bayerischen Adelsgeschlecht, war der Sohn eines Forstmeisters und wurde nach Ende des Ersten Weltkrieges mit seinen Eltern 1919 aus dem Elsass ausgewiesen. In Darmstadt legte er das Abitur ab und studierte anschließend Rechtswissenschaften und Nationalökonomie an den Universitäten Heidelberg und München. Danach arbeitete er ab 1933 als Notar in Coburg, wechselte 1937 nach Weilheim und 1959 nach Miesbach. Er war von 1967 bis 1973 Vorstandsmitglied der Landesnotarkammer Bayern und von 1969 bis 1974 Präsident der Bayerischen Notarkasse.
Bereits während des Studiums wurde Hans von Bomhard Mitglied der Sektion Hochland des Deutschen und Österreichischen Alpenvereins (DuOeAV). Während seiner Zeit in Coburg trat er 1933 der SA und dem NS-Rechtswahrerbund bei. 1934 wurde er außerdem Mitglied der Sektion Coburg des DuOeAV. Zum 1. Mai 1937 trat er der NSDAP bei (Mitgliedsnummer 3.943.195). Nach dem Zweiten Weltkrieg erfolgte seine Einstufung als Mitläufer.
Hans von Bomhard gehörte als Mitglied der „Zwölf Apostel“ zu denjenigen Bergsteigern, die 1950 den Weg zur Wiedergründung des Deutschen Alpenvereins ebneten. Er war von 1958 bis 1964 als Vorsitzender des Verwaltungsausschusses Zweiter DAV-Vorsitzender. Danach war er von 1965 bis 1969 Vizepräsident der Union Internationale des Associations d’Alpinisme (UIAA). Außerdem zählt er zu dem Mitbegründer der 1969 entstandenen „Gesellschaft der Freunde und Förderer des Deutschen Alpenvereins“, deren Schatzmeister er bis 1977 war. 
Neben seiner Mitgliedschaft im DAV war er Schriftleiter und von 1957 bis 1972 stellvertretender Vorsitzender des Vereins zum Schutz der Alpenpflanzen und -tiere.

## Ehrungen
- 1969 Ehrenmitglied der UIAA
- 1971 Bayerischer Verdienstorden
- 1973 Bundesverdienstkreuz 1. Klasse
- 1980 Ehrenmitglied des Vereins zum Schutz der Alpenpflanzen und –tiere